# Pouteria gigantea
Pouteria gigantea är en tvåhjärtbladig växtart som först beskrevs av Friedrich Ludwig Diels, och fick sitt nu gällande namn av Pilz. Pouteria gigantea ingår i släktet Pouteria och familjen Sapotaceae. IUCN kategoriserar arten globalt som akut hotad.
Artens utbredningsområde är Ecuador. Inga underarter finns listade i Catalogue of Life.